# Primera División de Reunión 2023
La Primera División de Reunión 2023 fue la 74.ª edición de la Primera División de Reunión. La temporada comenzó el 11 de marzo y terminó el 19 de noviembre.

## Formato
Los 14 equipos jugarán en el formato de sistema de todos contra todos dos veces totalizando 26 partidos cada uno. Al término de la temporada el club con más puntos se coronará campeón y clasificará a la Liga de Campeones de la CAF 2024-25. Del otro los 3 últimos clasificados descenderán a la Segunda División de Reunión 2024 y 11.º jugará el play-off del descenso.

## Equipos participantes
- AF Saint-Louisien
- AS Capricorne
- AS Excelsior
- AS Sainte-Suzanne
- JS Piton Saint-Leu (P)
- JS Saint-Pierroise
- La Tamponnaise (C)
- OCSA Léopards (P)
- Saint-Denis FC
- Saint-Pauloise FC
- SC Chaudron (P)
- SS Jeanne d'Arc
- Trois Bassins FC
- US Sainte-Marienne

## Desarrollo

### Clasificación
| Pos. | Equipo             | Pts. | PJ | G  | E  | P  | GF | GC | Dif. | Clasificación 2023                            |
| ---- | ------------------ | ---- | -- | -- | -- | -- | -- | -- | ---- | --------------------------------------------- |
| 1    | AS Excelsior       | 87   | 26 | 19 | 4  | 3  | 54 | 14 | +40  | Campeón y Liga de Campeones de la CAF 2024-25 |
| 2    | JS Saint-Pierroise | 85   | 26 | 18 | 5  | 3  | 52 | 27 | +25  |                                               |
| 3    | La Tamponnaise     | 81   | 26 | 17 | 4  | 5  | 63 | 18 | +45  |                                               |
| 4    | Saint-Denis FC     | 75   | 26 | 14 | 7  | 5  | 50 | 30 | +20  |                                               |
| 5    | SS Jeanne d'Arc    | 71   | 26 | 12 | 9  | 5  | 39 | 26 | +13  |                                               |
| 6    | Trois Bassins FC   | 68   | 26 | 12 | 6  | 8  | 38 | 33 | +5   |                                               |
| 7    | Saint-Pauloise FC  | 68   | 26 | 11 | 9  | 6  | 48 | 29 | +19  |                                               |
| 8    | AF Saint-Louisien  | 60   | 28 | 8  | 8  | 12 | 35 | 37 | −2   |                                               |
| 9    | AS Sainte-Suzanne  | 54   | 26 | 8  | 4  | 14 | 24 | 39 | −15  |                                               |
| 10   | JS Piton Saint-Leu | 50   | 26 | 4  | 12 | 10 | 20 | 33 | −13  |                                               |
| 11   | SC Chaudron        | 44   | 26 | 4  | 6  | 16 | 21 | 62 | −41  | Descenso a Segunda División de Reunión 2024   |
| 12   | AS Capricorne      | 43   | 26 | 4  | 5  | 17 | 20 | 47 | −27  | Descenso a Segunda División de Reunión 2024   |
| 13   | US Sainte-Marienne | 42   | 26 | 4  | 4  | 18 | 18 | 65 | −47  | Descenso a Segunda División de Reunión 2024   |
| 14   | OCSA Léopards      | 39   | 26 | 2  | 7  | 17 | 27 | 49 | −22  | Descenso a Segunda División de Reunión 2024   |

 Fuente: 
Criterios de clasificación: Puntos · Enfrentamientos directos · Diferencia de goles · Goles a favor · Puntos fair-play · Play-off.